# Myrioneuron effusum
Myrioneuron effusum là một loài thực vật có hoa trong họ Thiến thảo. Loài này được (Pit.) Merr. mô tả khoa học đầu tiên năm 1942.